# Glaciopsyllus antarcticus
Glaciopsyllus antarcticus är en loppart som beskrevs av Smit et Dunnet 1962. Glaciopsyllus antarcticus ingår i släktet Glaciopsyllus och familjen fågelloppor. Inga underarter finns listade i Catalogue of Life.